# The Prussian Spy
The Prussian Spy è un cortometraggio muto del 1909 diretto da David W. Griffith che ne firma anche la sceneggiatura.

## Trama
Lady Florence nasconde il suo amante, una spia prussiana, alle truppe francesi che sono sulle sue tracce. Un ufficiale francese, innamorato di Florence, scopre il nascondiglio e minaccia di uccidere la spia.

## Produzione
Il film fu prodotto dall'American Mutoscope & Biograph.

## Distribuzione
Il copyright del film, richiesto dall'American Mutoscope and Biograph Co., fu registrato il 1º marzo 1909 con il numero H123540.
Distribuito dall'American Mutoscope & Biograph, il film - un cortometraggio di circa cinque minuti - uscì il primo marzo 1909. Nelle proiezioni, veniva programmato con il sistema dello split reel, accorpato in un'unica bobina con un altro cortometraggio prodotto dalla Biograph e diretto da Griffith, His Wife's Mother.
Non si conoscono copie ancora esistenti della pellicola che viene considerata presumibilmente perduta.